# إتيان لويس بوليه

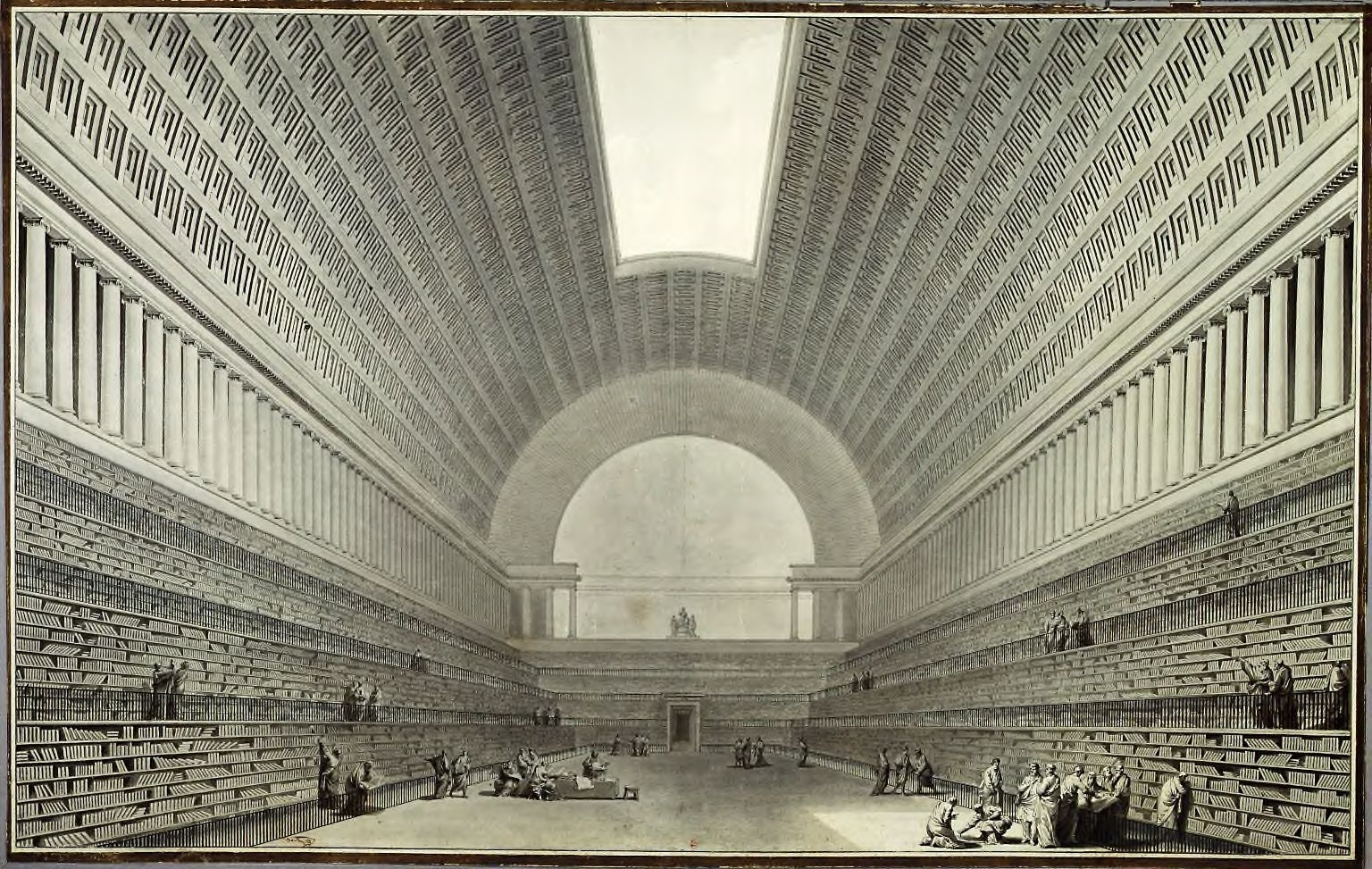
بوليه، المشروع الثاني لمكتبة الملك (1785)

إتيان لوي بوليه (فبراير 12، 1728 - فبراير 4، 1799)، مهندس معماري فرنسي ينتمي إلى المدرسة المعمارية النيوكلاسيكية. تميز بأن لديه رؤية فرنسية معمارية خاصة، أثرت في كثير من المهندسين المعماريين المعاصرين وما زالت أعماله مؤثرة جداً إلى يومنا هذا.

## حياته
ولد في باريس، ودرس على يد جاك فرانسوا بلونديل، جيرمان بوفراند وجان لوران لو جي. ومنهم من عرف ودرس العمارة الكلاسيكية الفرنسية في قرني السابع والثامن عشر. ومن ثم الكلاسيكية الحديثة أو النيوكلاسيكية التي تطورت بعد منتصف القرن. تم انتخابه لأكاديمية العمارة الملكية في عام 1762، وأخذ لقب كبير المهندسين من الملك فريدريك الثاني، ملك بروسيا. وهو لقب فخري إلى حد كبير. صمم عددا من المنازل الخاصة بين عامي1762 حتي 1778، إلا أن معظم هذه الأعمال لم تعد موجودة ولم يتبقى سوى عملين بارزين هما فندق أليكساندر وفندق دي بروناي. والاثنين في باريس. يُعتبر بوليه جنبا إلى جنب مع نيكولا كلود ليدو من أكثر الشخصيات تأثيرا في العمارة الكلاسيكية الجديدة الفرنسية.

## الطراز الهندسي

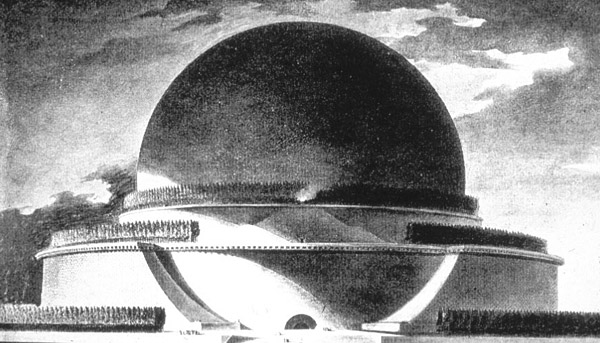
بوليه، القبر الأجوف لنيوتن (1784)

كان مدرسا ومُنَّظِر في المدرسة الوطنية للجسور والطرق في الفترة بين 1778م و 1788م والتي جعلت من بوليه أكبر وأعظم الأثر، حيث طوَّر النمط الهندسي المُميز الذي استوحاه من أشكال مجردة كلاسيكية. وقد تميزت أعماله بإزالة جميع الزخرفة الغير ضرورية، وتضخيم الأشكال الهندسية على نطاق واسع، وتكرار العناصر مثل الأعمدة في نطاقات كبيرة.
روج بوليه لفكرة «العمارة المعبرة عن هدفها» أو «الحديث المعماري»، وهو المبدأ الذي يجعل من الأشكال الهندسية تتكلم عن ذاتها بكونها معبرة للأفكار الفلسفية والجمالية. وهو العنصر الأساسي الذي تم تدريسه والتدريب عليه للفنون المعمارية في أواخر القرن التاسع عشر.
إن أحد أبرز أعمال بوليه؛ كانت تصميمه لقبر العالم الإنجليزي إسحاق نيوتن عام 1784. والذي يأخذ الشكل الكروي وبارتفاع 150 متر (490 قدم)، ولديه قاعدة دائرية تعلوها أشجار السرو. لم يتم تنفيذ المبنى الذي أخذ في تصميمه الكثير من الدوائر الاحترافية والنسب الواسعة والصعبة. وتم توزيع هذا التصميم في كثير من الأوساط المهنية، وأصبح بمثابة احتفال بنصب جنائزي تذكاري لشخص مدفون في مكان آخر. 
في الواقع أن فكرة النصب التذكاري تُستمد من علم الآثار المعاصر. حيث يتم وضع تابوت صغير لنيوتن في القطب السفلي للكرة بحيث يخلق تأثير ليلا ونهارا. تأثير ليلا، عندما يكون الضوء على التابوت من النجوم القادمة من خلال الفتحات الموجودة في القفز. وتأثير آخر بالنهار، عندما يظهر بشكل كرة متدلية من المنتصف. لبوليه، كان التماثل والتنوع من القواعد الذهبية للهندسة المعمارية.

## بهو فندق تورولي
البوازاريس أو الأشغال الخشبية، تم تأريخها منذ عام 1760. وتحديداً في مشروع «الرائد» يوم 21 يناير عام 1761، حيث تم تنفيذ الكثير من الأعمال بدءاً من بداية المشروع؛ أعوام 1758-1759، وتم إعادة نمذجة الفندق بواسطة كلاود شارليز دومينيك تورولي وتم تنفيذه أيضاً، إلا أن الأعمال أُزيلت في منتصف القرن التاسع عشر وكان من ضمنها أعمال فنية تتسم بالتميز والجمال الآخاذ.

## فندق أليكساندر
فندق أليكساندر بباريس، والذي تم بناؤه في الفترة بين (1763-1766) هو العمل الفني الوحيد الباقي لبوليه. قام ببنائه لصالح الممول أندريه كلود نيكولا ألكسندر.

## الإرث
كانت لأفكار بوليه تأثير كبير على معاصريه. ليس هذا لكونه كان يدرس العمارة لمعماريون كبار أمثال جين شارلين، أليكساندر ثيودور برونيارت، وجين نيكولا لوي دورا، وإنما لأن بعض من أعماله بدأت أن ترى النور في القرن العشرين؛ مثل كتابه «مقالات عن فن العمارة» والذي كان يُناقش تحقيق الراحة النفسية في الأسلوب الكلاسيكي الحديث في العمارة. تم طباعته فقط في عام 1953. ويناقش الكتاب أعماله في الفترة بين 1778م إلى 1788م. والذي يناقش في معظمهتصميمات لمباني ضخمة ومخصصة للعامة على نطاق واسع ولكنه غير عملي.
وقد تسبب ولع بوليه للتصاميم المتكلفة أن يوصف بأنه مصاب بجنون العظمة والبصيرة على حد سواء. كان تركيزه على القطبية (موازنة عناصر التصميم المعاكس) واستخدامه للضوء والظل ظلت فكرة مبتكرة للغاية، ولا تزال تؤثر على المهندسين المعماريين لهذا اليوم. أُعيد اكتشاف أعماله في القرنالعشرين وأثرت أفكاره المهندسين المعماريين الحداثى مثل ألدو روسي.
فيلم بيتر جريناواي لعام 1987، بطن المهندس المعماري (بالإنجليزية: بطن مهندس معماري) والذي يحكي عن قصة مهندس معماري سافر لفتح معرضاً فنياً لأعمال بوليه بروما. الفيلم يحوي العديد من المراجع البصرية لأعمال بوليه.